# Hot to Go!
〈Hot to Go!〉是美国创作型歌手查普尔·罗恩的一首歌曲，于2023年8月11日通过小島唱片和Amusement唱片发行。歌曲是罗恩首张录音室专辑《中西部公主的興衰》的第9张单曲，由罗恩和制作人丹·尼格羅创作。〈Hot to Go!〉是一首合成器流行歌曲，被评价为与村民歌曲〈Y.M.C.A.〉相似的酷儿應援歌，其创作灵感源于罗恩少时成为啦啦队长的愿望，歌词主题则围绕着“我希望别人说我性感”展开。歌曲发行后，其作曲和歌词故事情节广受好评，并在发行数月后取得了商业成功。歌曲在爱尔兰和英国单曲榜上进入了前十名，并在新西兰单曲榜和美国《告示牌》百大單曲榜上进入了前二十名。

## 背景与创作
〈Hot to Go!〉在罗恩开启她的Naked in North America巡回演唱会之前两周创作。罗恩表示，她有意让歌曲变得“傻傻的”，以满足她“想要一直玩装扮游戏、跳舞和搞怪”的童心。此外，罗恩还称歌曲的创作灵感是她少时成为啦啦队长的愿望，因此她在创作时也参考了一些啦啦队的口号。罗恩说，她在高中时期没有申请成为啦啦队员，因为“我总是觉得她们很酷很性感……在我们学校她们太有气场了。我从来没有勇气去试一下……我不属于那个圈子。”自称是“观众互动的超级粉丝”的罗恩还受到了一段皇后乐队在温布利球场表演〈Radio Ga Ga〉视频的启发。她后来形容这首歌为“就像〈Y.M.C.A.〉，但更同性恋”。

## 词曲
〈Hot to Go!〉時長3分04秒，每分鐘140拍，以F大調創作，演唱時的音域在A3到B4之間。这首歌的伴奏由合成器构成，歌词则教导了一段伴随歌曲的舞蹈，并告诉主角未来的恋人们，她已经准备好与他们共度时光了。而根据《The Line of Best Fit》杂志的萨姆·弗朗齐尼（Sam Franzini）的分析，〈Hot to Go!〉描述了罗恩“将自己摆在盘子上，乐于被人垂涎，甚至享受被人迷恋的机会……模仿了人在面对一个性感的人时可能产生的令人难以置信的迷恋。”尽管这首歌的主题围绕着“我希望别人说我性感”展开，但罗恩表示，在舞台之外，“我仍然不想被说性感。这太奇怪了……人们会字面理解。我会感到很不自在，看色情场面时也是如此。”

## 乐评
歌曲在发行后获得了乐评人普遍正面的评价。《告示牌》的斯蒂芬·道（Stephen Daw）写道，查佩尔·罗恩“很好地展现了啦啦队长的风采”，并形容这首歌“有趣”、“坎普”，是“那种能让你立刻跟着跳舞的经典之作。”《Exclaim!》的凯伦·贝尔（Kaelen Bell）表示，虽然第一次听时觉得这首歌“令人烦躁”，但他们承认歌词是“愚蠢到天才……你难以置信之前居然没人这样做过，而这位词曲作者以极致的投入唱出了这首歌，充分理解了流行音乐的乐趣在于全身心地沉浸在狂喜和过度中。”《Dork》的一个未署名评论指出，这首歌展现了“罗恩创造引人入胜、让人想随之舞动的流行音乐的天赋。”《新音乐快递》的汉娜·米雷亚（Hannah Myrlea）形容这首歌的副歌“任性”，并与奧莉維亞·羅德里戈的〈壞點子，對吧？〉进行比较。《DIY》的奥蒂斯·罗宾逊（Otis Robinson）写道，这首歌能够“将青少年的戏精与酷儿的狂喜融合在一起，把彩带抛向异性恋规范的脸上。”。Autostraddle的埃姆·温（Em Win）则称这首歌为“酷儿啦啦队的赞歌。”

## 宣传

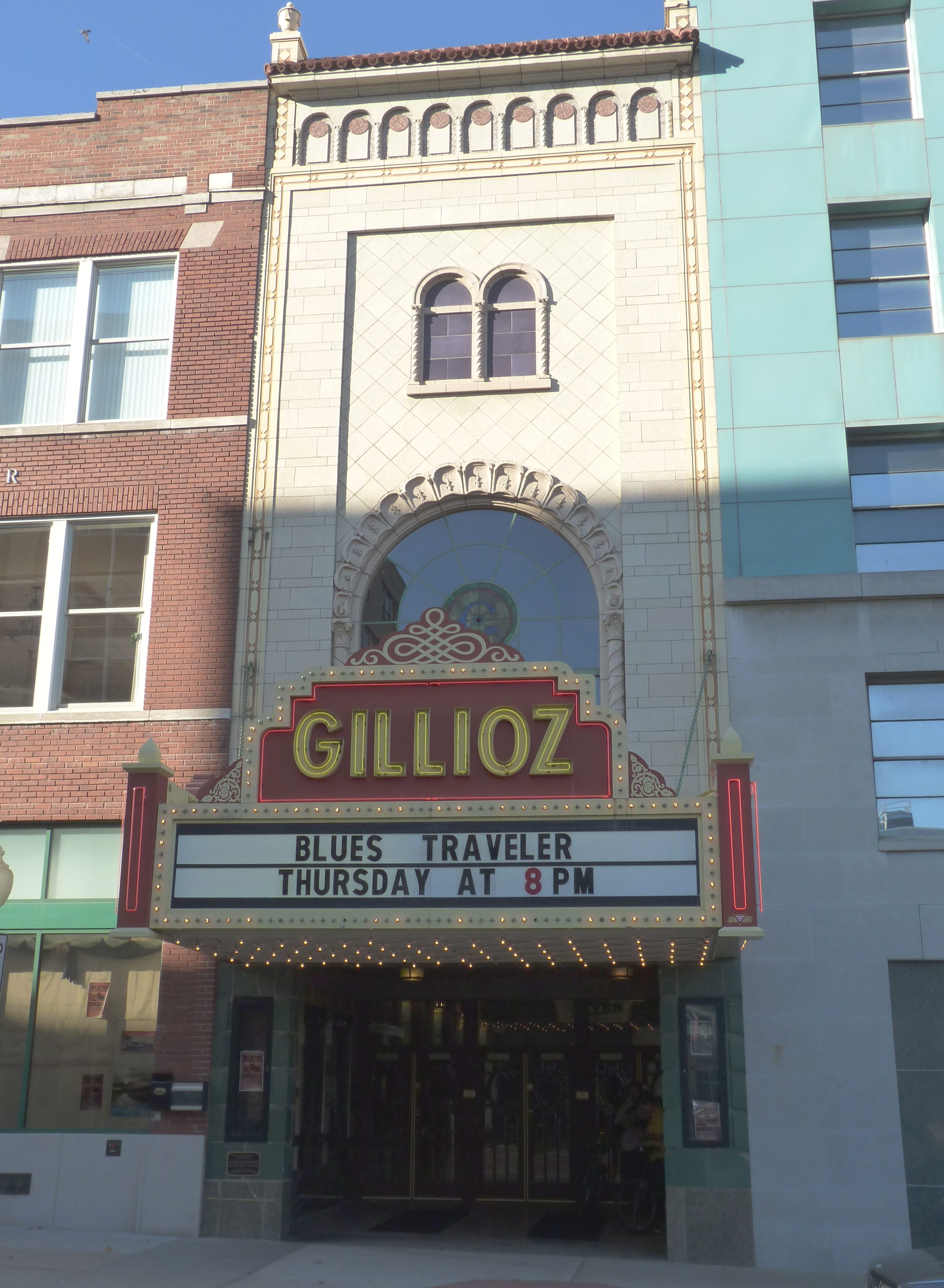
〈Hot to Go!〉的部分场景拍摄于密苏里州斯普林菲尔德的地标吉利奧芝劇院

为宣传歌曲，罗恩为歌曲的副歌部分设计了一个舞蹈，类似于村民的〈Y.M.C.A.〉，人们可以用手摆出歌曲标题每个单词的字母。罗恩也拍摄了一个写着电话号码的宣传海报，根据《費城詢問報》艾米丽·布洛赫（Emily Bloch）的说法，该电话号码通向饰品公司Balkamp的产品分销呼叫中心。

### 音乐视频
歌曲的音樂錄影帶与歌曲同日发行，由Jackie! Zhou指导，在密苏里州斯普林菲尔德附近的多个地点拍摄。在接受采访时，Zhou描述了拍摄过程中的挑战，尤其是罗安当时同时在拍摄一部纪录片。她表示：“我必须对她表达最深的敬意……在谈论作为艺术家的双重性后，再切换到〈Hot to Go!〉是非常困难的……而她真的很棒”。罗恩的祖父母客串了这部音乐视频，而罗恩在拍摄地点外以一名“充满活力的啦啦队员”的身份出现。视频和罗恩在表演中加入變裝皇后的传统一样，也邀请了许多斯普林菲尔德当地的變裝皇后出演。Ones to Watch的吉赛尔·利比（Giselle Libby）在分析中写道，这部音乐视频表达了罗恩带有“个人变化”的“啦啦队幻想”，视频呈现了“（罗恩）过去与当下生活的『快照』”，让粉丝更深入了解她的成长背景及其对她艺术创作的影响。《Vogue》的亚历克斯·贾姆·伯恩斯（Alex Jhamb Burns）写道，虽然罗恩目前居住在洛杉矶，但她在斯普林菲尔德以啦啦队员制服在加油站跳舞并穿着高跟鞋玩迷你高尔夫的情节，展示出“她并没有忘本。”

## 现场表演
罗恩在〈Hot to Go!〉未正式发行为单曲时就多次现场表演了歌曲。2023年2月15日，她首次在Naked in North America巡回演唱会的亞利桑那州鳳凰城场现场表演了歌曲。随后两个月，她在巡演的奧斯汀、波士顿、剑桥、盐湖城、旧金山和洛杉矶场次一直在继续表演这首歌曲。在歌曲正式发行后，她在中西部公主巡回演唱会表演了这首歌曲，并在奧莉維亞·羅德里戈的巡演中将这首歌曲作为开场热身曲进行演出。此外，她还与变装皇后萨莎·科尔比共同表演了这首歌曲。

## 商业表现
〈Hot to Go!〉在发行约一年后（2024年6月15日）空降《告示牌》百大單曲榜第80名，2024年8月17日，歌曲在该榜单达到了其最高排位第16名。美国以外，歌曲在爱尔兰和英國进入了前10，并被新西兰唱片音乐协会和英国唱片业协会分别认证为金唱片和银唱片。

## 榜单
| 榜单（2024年）                          | 最高 排位 |
| --------------------------------------- | --------- |
| 澳大利亚（澳大利亚唱片业协会单曲榜）    | 19        |
| 加拿大（Canadian Hot 100）              | 19        |
| 加拿大（《告示牌》Canada CHR）          | 20        |
| 全球（Billboard Global 200）            | 17        |
| 愛爾蘭（愛爾蘭唱片音樂協會单曲榜）      | 6         |
| 新西兰（新西兰唱片音乐协会单曲榜）      | 17        |
| 菲律宾（《告示牌》Philippines Hot 100） | 55        |
| 英國（官方榜单公司單曲榜）              | 7         |
| 美国（《告示牌》百大單曲榜）            | 15        |
| 美國（《告示牌》Adult Pop Airplay）     | 22        |
| 美國（《告示牌》Pop Airplay）           | 9         |

## 认证与销量
| 地區                         | 认证 | 认证单位/销量 |
| ---------------------------- | ---- | ------------- |
| 加拿大（加拿大音乐协会）     | 白金 | 80,000‡       |
| 新西兰（新西兰唱片音乐协会） | 金   | 15,000‡       |
| 英国（英国唱片业协会）       | 金   | 400,000‡      |
| ‡僅含認證的+實際銷量         |      |               |

## 发行历史
| 地区 | 日期          | 形式            | 厂牌           | 来源   |
| ---- | ------------- | --------------- | -------------- | ------ |
| 多国 | 2023年8月11日 | 數位下載 流媒体 | Amusement 小島 | [ 48 ] |